# Калягин, Владимир Александрович
Владимир Александрович Калягин (23 октября 1947, село Каменка Лысковского района Горьковской области — 9 мая 2010, Владимир) — русский учёный, историк права, общественный и государственный деятель, депутат Государственной Думы второго и третьего созывов, кандидат юридических наук, доцент.

## Биография
Окончил Горьковский государственный университет им. Лобачевского по специальности «историк». В 1971-74 года учился в аспирантуре Саратовского юридического института имени Курского. Кандидат юридических наук, доцент.
С 1969 года работал учителем истории Горношорской, с 1970 года — Спасской средней школы в Кемеровской области.
С 1974 года работал преподавателем, старшим преподавателем, доцентом, старшим научным сотрудником кафедры истории государства и права Саратовского юридического института имени Курского.
В 1987-96 годах — доцент кафедры истории и научного коммунизма, кафедры истории СССР, доцент, заведующий кафедрой правоведения Владимирского государственного педагогического университета.
До весны 1994 года был депутатом, председателем Владимирского областного Совета народных депутатов.
17 декабря 1995 года был избран депутатом Государственной Думы РФ второго созыва (фракция КПРФ).
С января 1998 года — член правительственной комиссии по реформированию жилищно-коммунального хозяйства в РФ.
19 декабря 1999 был избран депутатом Государственной Думы РФ третьего созыва — заместителем председателя Комитета Государственной Думы по законодательству (фракция КПРФ).
С января 2004 года по март 2008 года В. А. Калягин возглавлял Владимирский филиал Российской академии государственной службы при Президенте РФ.
В июле 2008 года постановлением Законодательного Собрания Владимирской области Владимир Александрович Калягин был назначен в состав избирательной комиссии Владимирской области.
Скончался на 63-м году жизни 9 мая 2010 года во Владимире. Похоронен на Аллее Почёта кладбища Улыбышево во Владимире.
На фасаде главного корпусе Владимирского филиала РАНХиГС Владимиру Калягину открыта мемориальная доска.

## Награды
- Благодарность Президента Российской Федерации (22 июля 2002 года) — за большой вклад в разработку законов по реализации концепции судебной реформы[2]